# 佐岐えりぬ
佐岐 えりぬ（さき えりぬ、1932年12月2日 - 2018年2月1日）は、詩人、エッセイスト、朗読家。本名、中村佐紀子。

## 略歴
和歌山県出身。旧姓・西口。同志社大学中退後、パリ大学に学ぶ。夫は小説家の中村真一郎（1974年、先の妻の死去後再婚）。2018年2月1日、多機能不全のため静岡県熱海市の病院で死去。

## 著書
- 『果実の重み 詩集』特装版、ベルナル・シトロエン 仏訳、風の薔薇、1984年、ISBN 4-7952-7169-0
- 『果実の重み』ベルナル・シトロエン 仏訳、風の薔薇、1985年、ISBN 4-7952-7168-2
- 『詩の捧物 セヴラックとサティへ』深夜叢書社、1985年、NCID BB28728326
- 『京都清閑荘物語 子供の目からみた戦中戦後』白楽、1992年、ISBN 4-938617-37-4
- 『曽倉てすの独白』思潮社、1992年、ISBN 4-7837-0404-X
- 『軽井沢発・作家の行列』マガジンハウス、1993年、ISBN 4-8387-0409-7
- 『おしめをした玉鬘 私のパリ回想』有学書林、1993年、ISBN 4-946477-08-X
- 『星形の影』思潮社、1995年、ISBN 4-7837-0592-5
- 『滞欧日録 1995・夏』中村真一郎共著、ふらんす堂、1996年、ISBN 4-89402-154-4
- 『時のいろどり 夫中村真一郎との日々によせて』里文出版、1999年、ISBN 4-89806-103-6
- 『れくいえむ/れくいえむ』書肆山田、2000年、ISBN 4-87995-486-1